# Miquel de Santjoan
Miguel de Santjoan,  entre 1389 y 1396, había sido nombrado por las Cortes de Monzón el 11 de junio de 1389. Fue arcediano de Gerona y, desde 1392, canónigo de la catedral de Barcelona. En junio de 1396, se ausenta de Barcelona para preparar una embajada del papa Gregorio XI al rey Martín I de Aragón. Fue sustituido por Alfonso de Tous, ya que no volvió a Cataluña, si bien a partir de 1398 parece que residía en Valencia.
El final de su mandato coincidió con la sucesión real. Al morir el rey Juan I de Aragón de forma repentina el 19 de mayo de 1396, le sustituyó su hermano Martín el Humano que, en aquellos momentos, residía en Sicilia. Las pretensiones al trono de Mateo I de Foix en nombre de su mujer Juana, hija de Juan I no fueron atendidas y el conde de Foix se alió con el conde de Armañac para preparar una guerra. El Parlamento se reunió en julio de 1396 para acordar obtener fondos para afrontar la defensa, ya que el conde de Foix era también vizconde de Castellbó con importantes feudos dentro de Cataluña, entre otros, la villa de Martorell.

| Predecesor: Arnau Descolomer | Diputado eclesiástico de la Diputación del General de Cataluña 1389–1396 | Sucesor: Alfonso de Tous |